# Conde de Romanones
Álvaro de Figueroa y Torres (Madrid, 9 de agosto de 1863-Madrid, 11 de septiembre de 1950), conocido por su título nobiliario de conde de Romanones, fue un político, empresario y terrateniente español.
Preboste del Partido Liberal, a lo largo de su carrera política fue senador por la provincia de Toledo, presidente del Senado, presidente del Congreso de los Diputados, varias veces ministro y tres veces presidente del Consejo de Ministros durante el reinado de Alfonso XIII. Considerado en su época como uno de los grandes terratenientes de España, estuvo estrechamente ligado a los capitales franceses y sería accionista de importantes empresas españolas de la época, como Peñarroya, Minas del Rif, ferrocarriles, etc. Ostentó el título nobiliario de I conde de Romanones.
La historiografía ha presentado al conde de Romanones como epítome de todas las lacras —clientelismo, corrupción, despotismo— del sistema político de la Restauración.[cita requerida]

## Biografía

### Juventud y primeros años
Nació el 9 de agosto de 1863, en la casa de Cisneros —situada en la plaza de la Villa de Madrid—.
Fue el cuarto hijo de Ignacio de Figueroa Mendieta y Ana de Torres Romo, marqueses de Villamejor y de acaudalada familia, con propiedades inmobiliarias e importantes posesiones en Guadalajara y propietarios de las minas de La Unión (Murcia). En su juventud sufrió un accidente que le dejaría una cojera permanente, muy comentada en su época.
Cursó estudios de derecho por la Universidad de Madrid (1884); posteriormente se doctoró en la Universidad de Bolonia, a donde se trasladó con la idea de especializarse en Derecho político, aunque no ejerció la abogacía, dedicándose a la política y a los negocios.

### Inicios políticos
Apoyado en sus inicios por su suegro, el ilustre político y jurisconsulto Manuel Alonso Martínez, comenzó su actividad política como diputado por Guadalajara en las primeras Cortes de la regencia de María Cristina —desde 1888 a 1936 se mantendría como diputado sin interrupción por Guadalajara—, pasó después a concejal del Ayuntamiento de Madrid. Se convertiría en alcalde de la ciudad el 15 de marzo de 1894 sucediendo a Santiago de Angulo. Su carrera política desde sus inicios estuvo siempre vinculada al Partido Liberal fundado por Práxedes Mateo Sagasta, del que llegó a ser uno de sus principales líderes.

### En el gobierno
Fue ministro de Instrucción Pública y Bellas Artes con Sagasta (1901-1902), mandato durante el cual adoptaría importantes medidas: promulgó la incorporación del sueldo de los maestros al presupuesto general del Estado, la reforma de la enseñanza primaria —la cual incluyó la aprobación de un nuevo plan de estudios que estaría vigente hasta 1937—, una ampliación de la edad escolar obligatoria, etc. En 1903 fundaría un periódico político de carácter personalista: el Diario Universal.

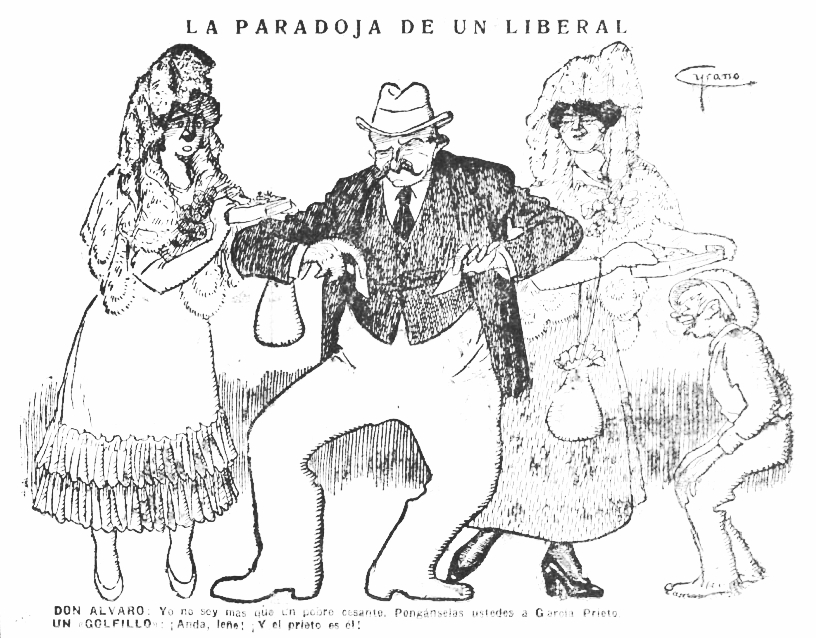
Romanones, aquejado de cojera desde su juventud a causa de un accidente, era habitualmente caricaturizado en la prensa de la época con un característico arqueamiento de piernas.

Durante los sucesivos gobiernos liberales de 1905-1906 desempeñaría las carteras de Agricultura, Industria, Comercio y Obras Públicas, de Gracia y Justicia y de Gobernación. Contribuyó a la ascensión de José Canalejas a la jefatura del Partido Liberal y, como recompensa, fue nombrado ministro de Instrucción Pública (1910). Más tarde fue promovido a la presidencia del Congreso de los Diputados (1912).
Tras del asesinato de Canalejas quedó convertido en jefe indiscutible de una de las principales facciones del Partido Liberal. Otro notable del partido, Manuel García Prieto, acaudillaría una escisión opuesta a la facción mayoritaria romanista, el llamado Partido Liberal Democrático. A finales de 1912 Figueroa formó un nuevo gobierno, durante el cual comenzó el establecimiento  del Protectorado de Marruecos. Poseedor de intereses económicos y mineros en Marruecos, esta circunstancia le llevaría a acercar posturas con Francia para así ganarse su apoyo. Dichos intereses eran compartidos con la familia Güell y el marqués de Comillas a través de la Sociedad Española de Minas del Rif.
En 1913 autorizó la venta a la Galería de Pintura de Berlín (perteneciente a los Museos Estatales de Berlín) del retablo de Monforte de Lemos, con la Adoración de los Reyes de Hugo van der Goes. 
Tras el estallido la Primera Guerra Mundial el gobierno de Eduardo Dato declaró la neutralidad española ante el conflicto. El conde de Romanones, abiertamente francófilo, publicaría en el Diario Universal un famoso artículo —«Neutralidades que matan»— en el cual atacaría abiertamente la declaración de neutralidad y asoció la causa de los Aliados con el interés nacional español.
Su posición abiertamente aliadófila contrastó con el posicionamiento germanófilo que predominó en las élites y las huestes conservadoras. En diciembre de 1915 formó un nuevo gobierno, dando un giro a la política exterior, decantándose por los aliados y enfrentándose a Alemania a raíz del incidente en el que buques españoles fueron torpedeados por submarinos alemanes. Pero fue incapaz de resolver los problemas sociales internos del país y se vio constantemente atacado por la prensa germanófila.
Romanones y su gobierno también padecieron el bloqueo parlamentario a manos de los catalanistas de la Lliga Regionalista, que a lo largo de 1916 bloquearon sistemáticamente todos los proyectos de ley en el Congreso. La intención del gobierno de exigir pruebas de aptitud física y profesional como requisito para los ascensos militares fue el detonante que llevaría a la constitución, en 1917, de las llamadas «Juntas de Defensa». En abril de 1917, debiendo hacer frente a una grave crisis general, el gabinete cayó.

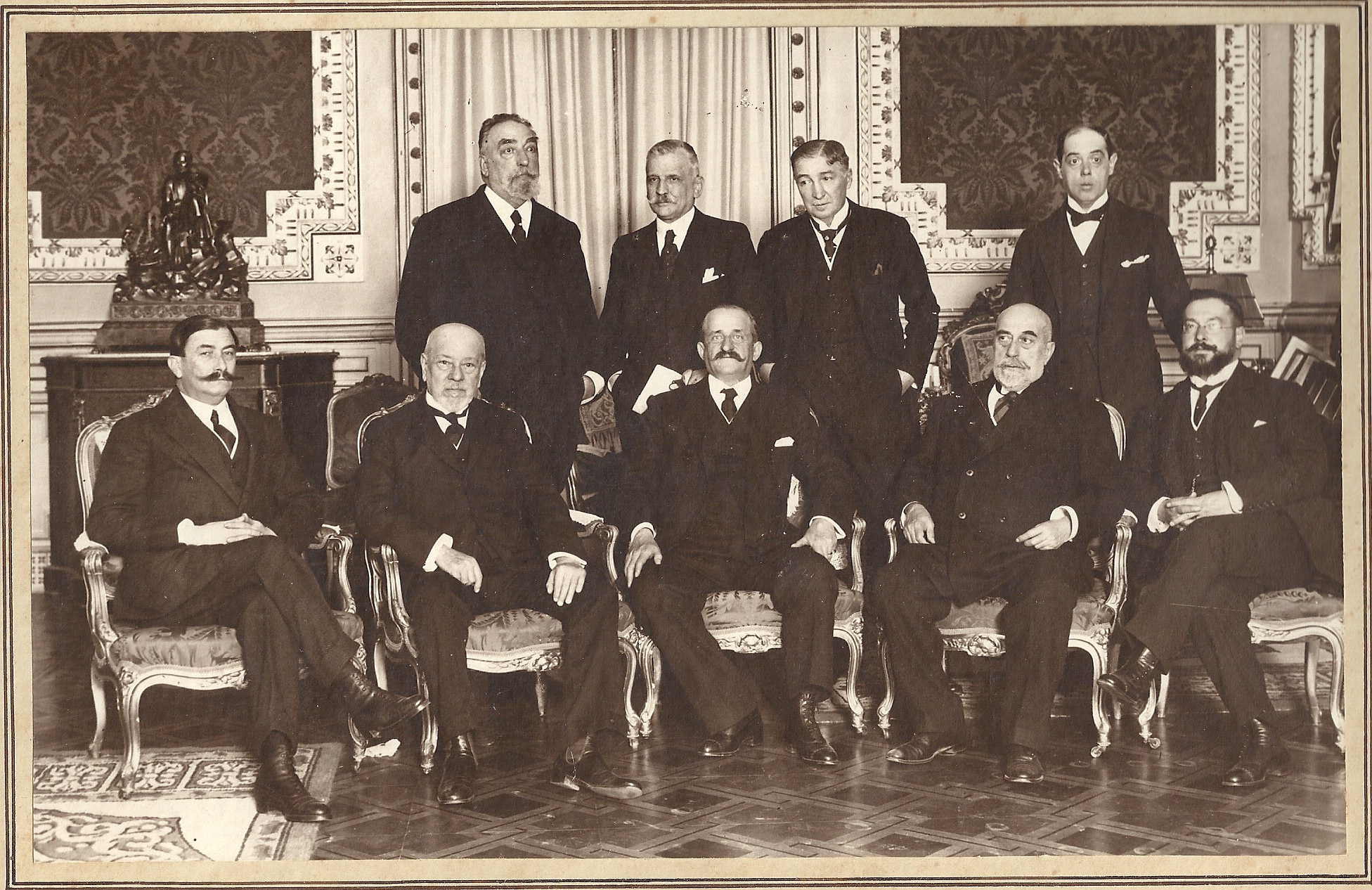
Gobierno de Romanones (1918)

En marzo de 1918 se integró en el llamado «gobierno de concentración nacional» de Antonio Maura desempeñando las carteras Instrucción y Justicia, y poco después lo haría en el efímero gobierno de García Prieto como ministro de Estado. A finales de ese año fue encargado nuevamente de presidir un gobierno, que debió lidiar con la agitación autonomista en Cataluña y con una elevada conflictividad laboral que alcanzaría su cénit con la Huelga de «La Canadiense». Por ello, el gobierno Romanones decretó en enero de 1919 la suspensión de garantías constitucionales para la provincia de Barcelona, medida que meses después extendería a toda España.

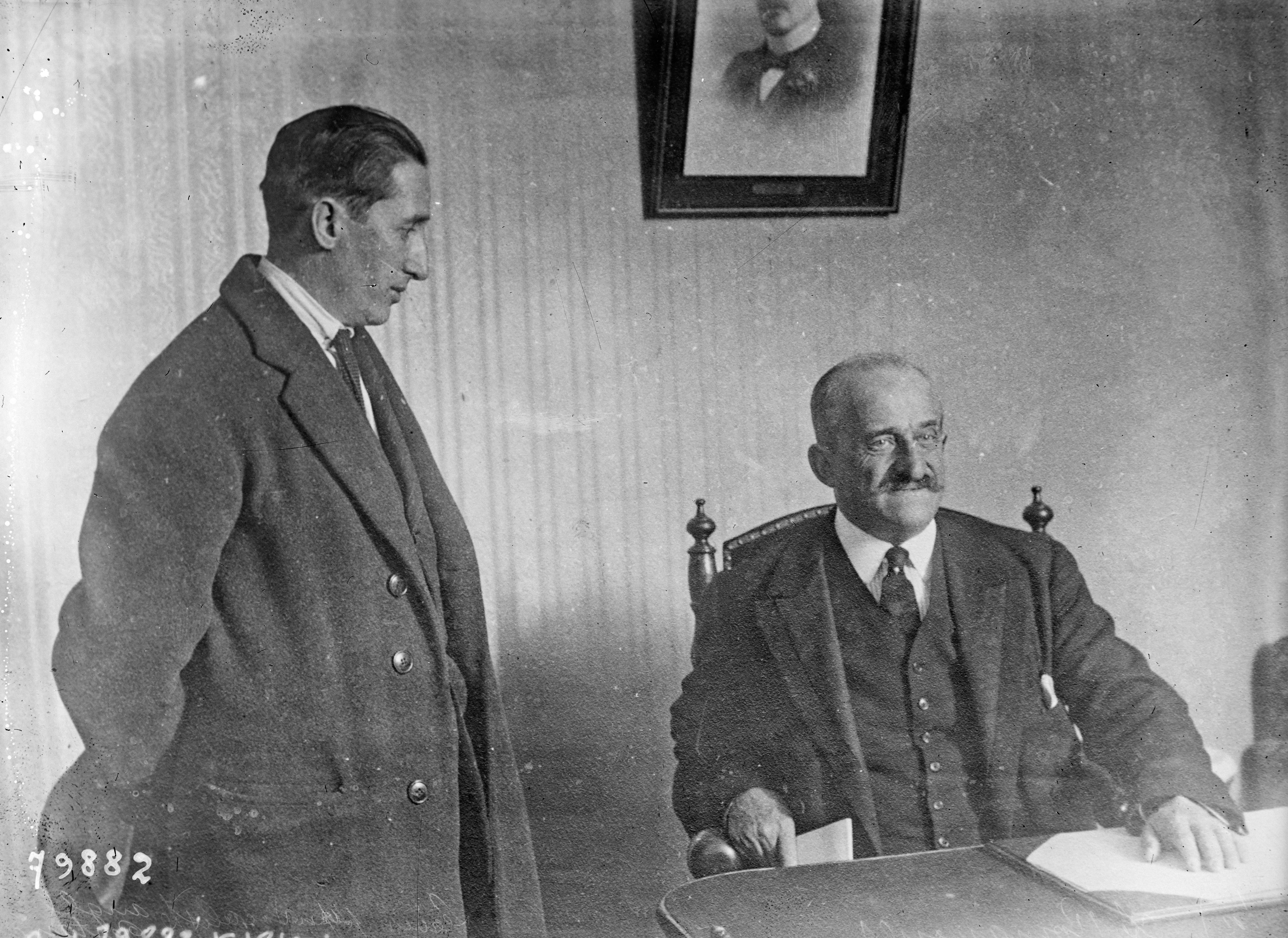
Romanones recibiendo a Ángel Pestaña en 1922.

Pero al mismo tiempo, emprendió medidas contemporizadoras con la clase obrera. El 3 de abril de 1919 firmaría el llamado «Decreto de la jornada de ocho horas», por el cual se introducía de forma oficial la jornada laboral de ocho horas —una reivindicación histórica de los trabajadores— y también, en marzo de 1919, aprobó el denominado Retiro Obrero que constituyó el primer seguro de jubilación de carácter obligatorio para los obreros, establecido en España. El gobierno Romanones terminaría cayendo en abril de 1919.
En septiembre de 1922 se integró como ministro de Gracia y Justicia en el gobierno de concentración liberal de García Prieto, el que iba a ser el último gobierno constitucional de la monarquía. En mayo de 1923 pasaría a ocupar la presidencia del Senado, cargo que desempeñaba todavía cuando en septiembre de ese año el general Primo de Rivera dio su golpe de Estado.
Llegó a aparecer nombrado en Luces de bohemia, obra teatral de Valle-Inclán, como paradigma del hombre inmensamente rico.

### De Alfonso XIII a la guerra civil

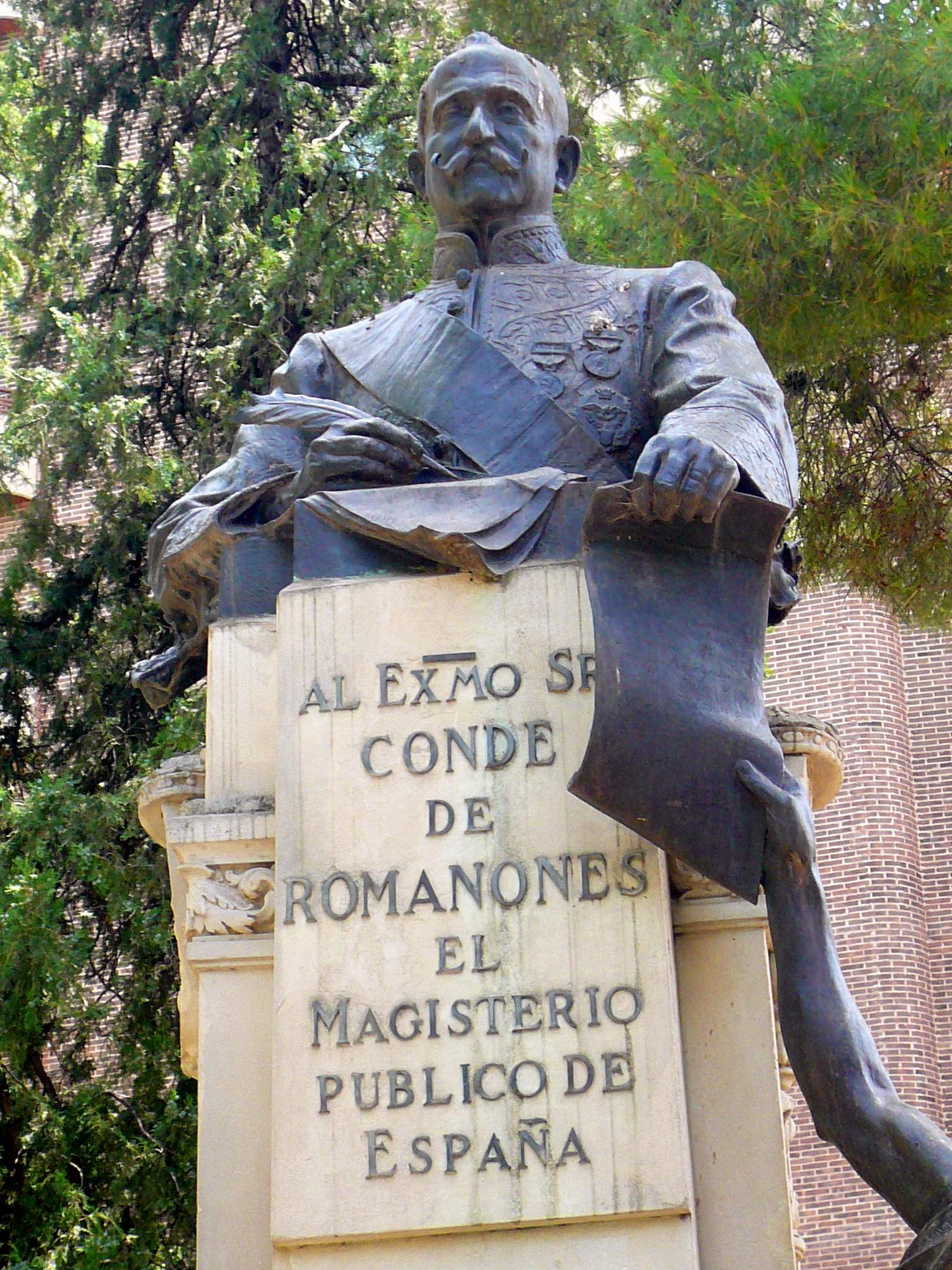
Monumento al Conde de Romanones en Guadalajara

Tras la instauración de la dictadura de Primo de Rivera se mantuvo al margen de la política. No obstante, en 1926 encabezó una conspiración que buscaba derribar al régimen —la llamada «Sanjuanada»—. El dictador, enterado de la conspiración, logró desbaratarla y arrestó a sus cabecillas; a Romanones le impuso de multa 500.000 pesetas.
Caída la dictadura, pasó a formar parte del gobierno presidido por el almirante Juan Bautista Aznar, en el que se integró como ministro de Estado. El propio Alfonso XIII  habría insistido especialmente en que Figueroa formase parte del gabinete, a pesar de la oposición de figuras como Melquíades Álvarez o Burgos Mazo. A pesar de la grave crisis que atravesaba el régimen, creyó que la situación se resolvería satisfactoriamente para la monarquía. Fue el Conde de Romanones el que concibió la restauración de la «normalidad constitucional» mediante la celebración de elecciones municipales, provinciales y, finalmente, a Cortes. Sin embargo, tras el resultado de las candidaturas monárquicas en las elecciones municipales de 1931, aconsejaría al monarca que abandonara España. De cara a los periodistas manifestó: «El resultado de las elecciones no puede ser más lamentable para los monárquicos. Esta es la realidad, y es preciso decirla, porque ocultarla sería contraproducente e inútil».
Por encargo del monarca, Romanones se entrevistó personalmente con Niceto Alcalá Zamora y el comité revolucionario, pactando el traspaso pacífico de poder al Gobierno Provisional de la República sin intervención militar, a cambio de garantizar la vida del rey y de su familia. Ya instaurada la República lograría reconstruir su entramado clientelar-caciquil en la provincia de Guadalajara, al punto de poder servirse del mismo y obtener acta de diputado en las Cortes republicanas por tres ocasiones. No obstante, su peso político fue insignificante, si bien intervino con decisión en defensa de la figura del rey Alfonso XIII en el exilio, y de su propia gestión.
No participó en la conspiración militar que llevaría a la guerra civil. El estallido de la contienda, el 18 de julio, le sorprendió en la localidad guipuzcoana de Fuenterrabía, en cuyo ayuntamiento sería puesto bajo custodia; posteriormente sería trasladado a San Sebastián. Romanones lograría pasar a Francia gracias a las gestiones del embajador francés, Jean Herbette. Durante el conflicto se convirtió en seguidor de Franco, regresando a la zona ocupada por el ejército sublevado en 1937. Fue uno de los veintidós miembros de la comisión que, presidida por Ildefonso Bellón, estuvo encargada de elaborar un informe que trató de justificar la ilegimitidad del gobierno republicano, y que sería entregado al ministro de interior franquista, Ramón Serrano Súñer, en febrero de 1939, el dictamen sobre la ilegitimidad de los poderes actuantes el 18 de julio de 1936.

### Últimos años
Tras el conflicto, se ocupó de completar sus memorias, desarrollando actividades relacionadas con la Real Academia de la Historia y la Real Academia de Jurisprudencia y Legislación. Fue procurador de las primeras Cortes franquistas entre 1943 y 1946, en calidad de director de la Real Academia de Bellas Artes de San Fernando. Aunque alejado de la primera línea de la política, hacia 1943 mantuvo contacto epistolar con el pretendiente Juan de Borbón.
Falleció en Madrid el 11 de septiembre de 1950.

## Vida privada

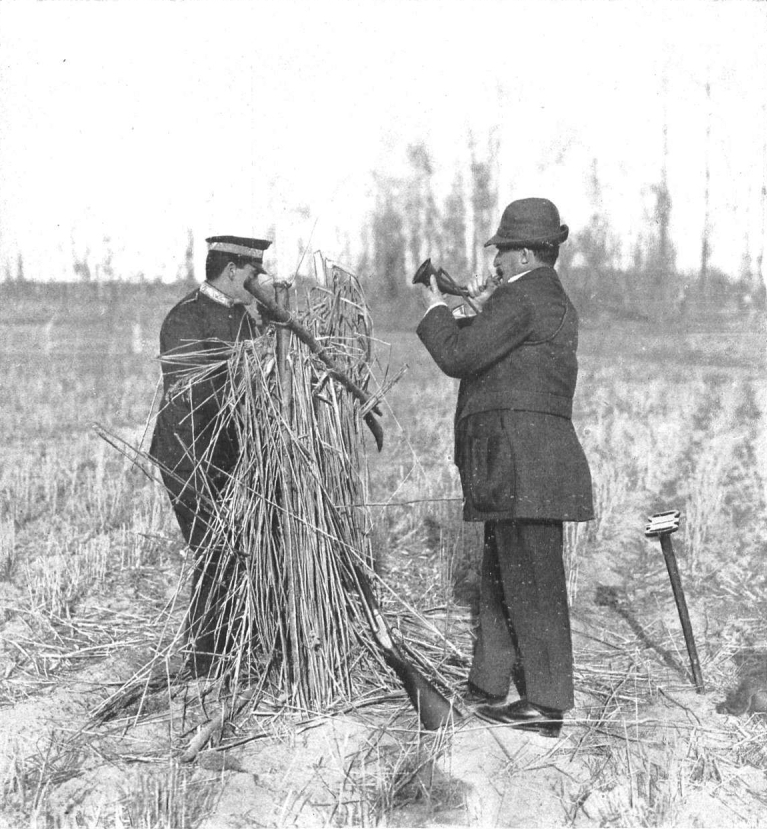
Romanones haciendo sonar un cuerno de caza durante una cacería

Contrajo matrimonio con Casilda Alonso-Martínez, hija del ministro Manuel Alonso Martínez, con la cual tuvo siete hijos: Casilda, Luis, Álvaro, Carlos, José, Eduardo y Agustín.
En paralelo con su carrera política desarrollaría una intensa actividad en su faceta como hombre de negocios. Estrechamente relacionado con los capitales franceses, estuvo ligado a importantes empresas españolas de la época, como la Sociedad Minera y Metalúrgica de Peñarroya, la Sociedad Española de Minas del Rif, la Compañía del Ferrocarril de Madrid a Aragón, el Banco Hipotecario de España, Transmediterránea, Bodegas Franco-Españolasy la Sociedad Electroquímica de Flix. También estuvo considerado en su época como uno de los mayores terratenientes de España, llegando a poseer un total de 15 171 hectáreas de terreno.
Romanones también tuvo una presencia destacada en el ámbito periodístico. Propietario desde 1896 del diario madrileño El Globo, en 1903 fundaría el Diario Universal —el cual ejercería como órgano personal—. En Castilla la Nueva llegó a controlar varios periódicos y semanarios: La Crónica y El Liberal Arriacense, en Guadalajara; La Región, en Valdepeñas; o La Provincia, en Cuenca. Además, fue colaborador habitual de publicaciones como El Magisterio Español y el Heraldo de Madrid
Miembro de la Real Academia de la Historia y de la Real Academia de Ciencias Morales y Políticas, sería director de la Real Academia de Bellas Artes de San Fernando, presidente del Ateneo de Madrid —entre 1920 y 1922— y presidente de la Sociedad de Amigos de Portugal —de la cual también fue fundador—.

## Semblanza e ideología

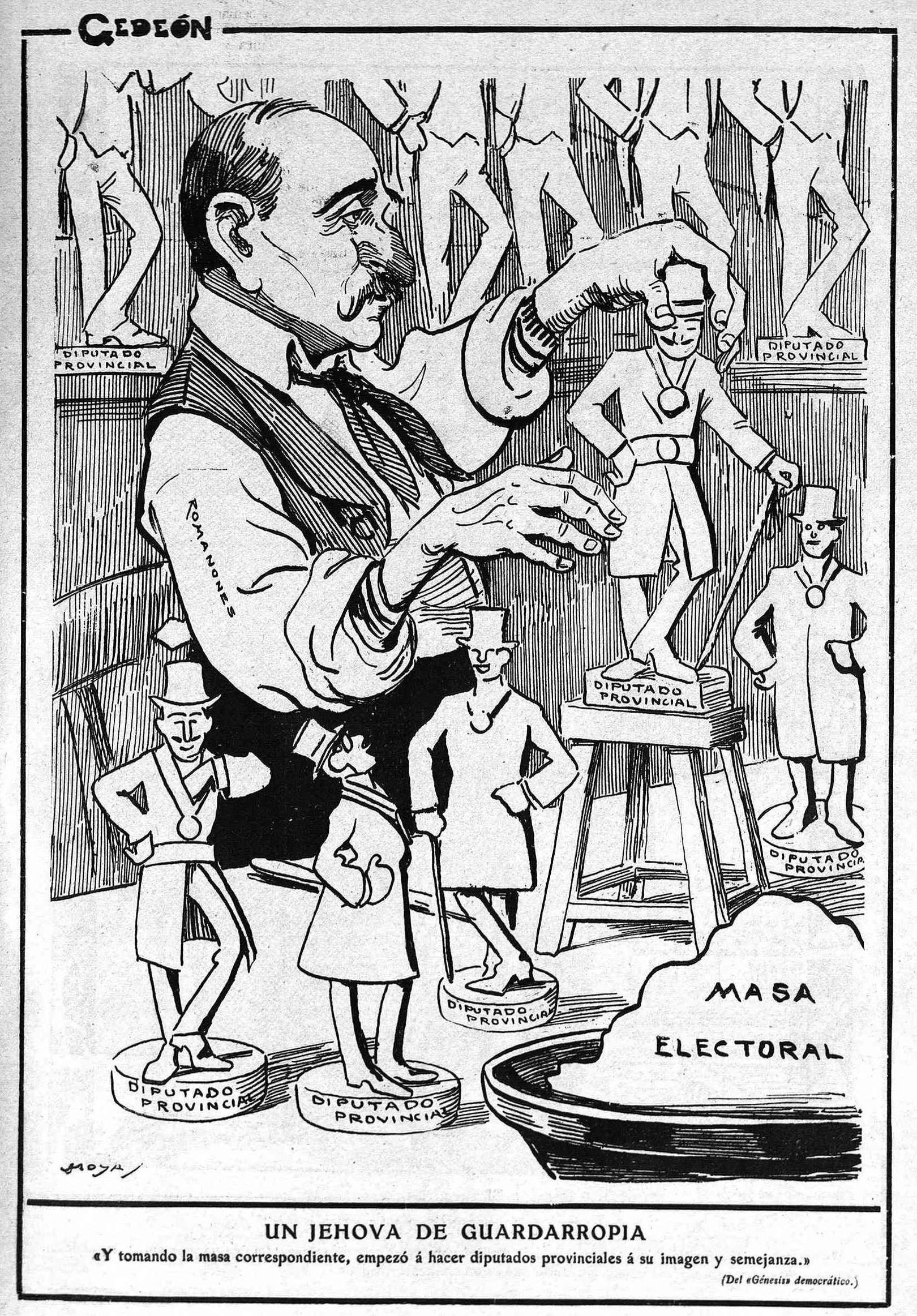
Caricatura satírica de Romanones, «fabricando diputados provinciales a su imagen y semejanza» a partir de la masa electoral correspondiente, por Moya.

Preboste y figura destacada en el seno del Partido Liberal, el conde de Romanones representó el prototipo de político palaciego, maniobrero, de escasos escrúpulos y titular o valedor de poderosos intereses económicos.

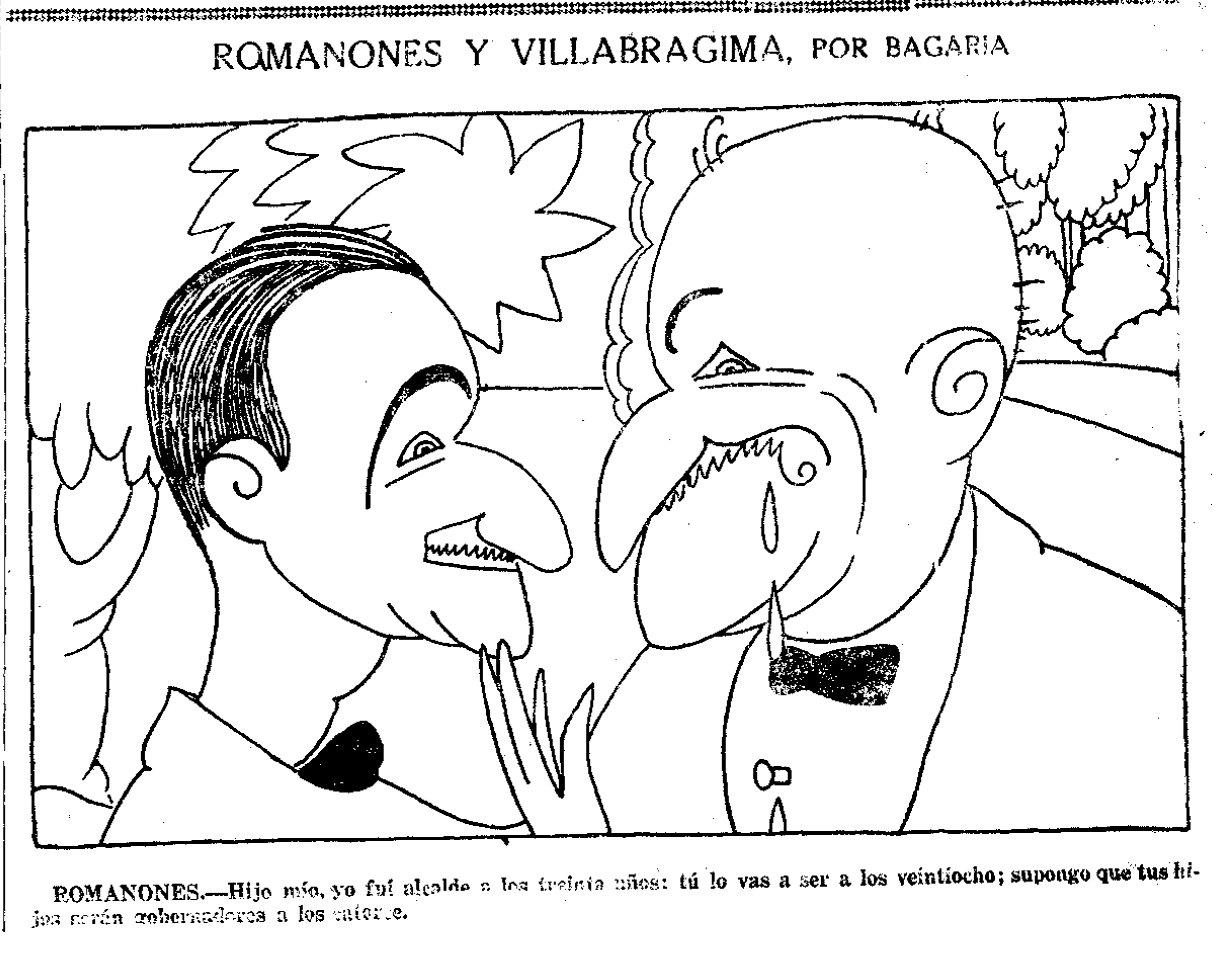
«Romanones y Villabrágima».
«Romanones.—Hijo mío, yo fui alcalde a los treinta años: tú lo vas a ser a los veintiocho; supongo que tus hijos serán gobernadores a los catorce».

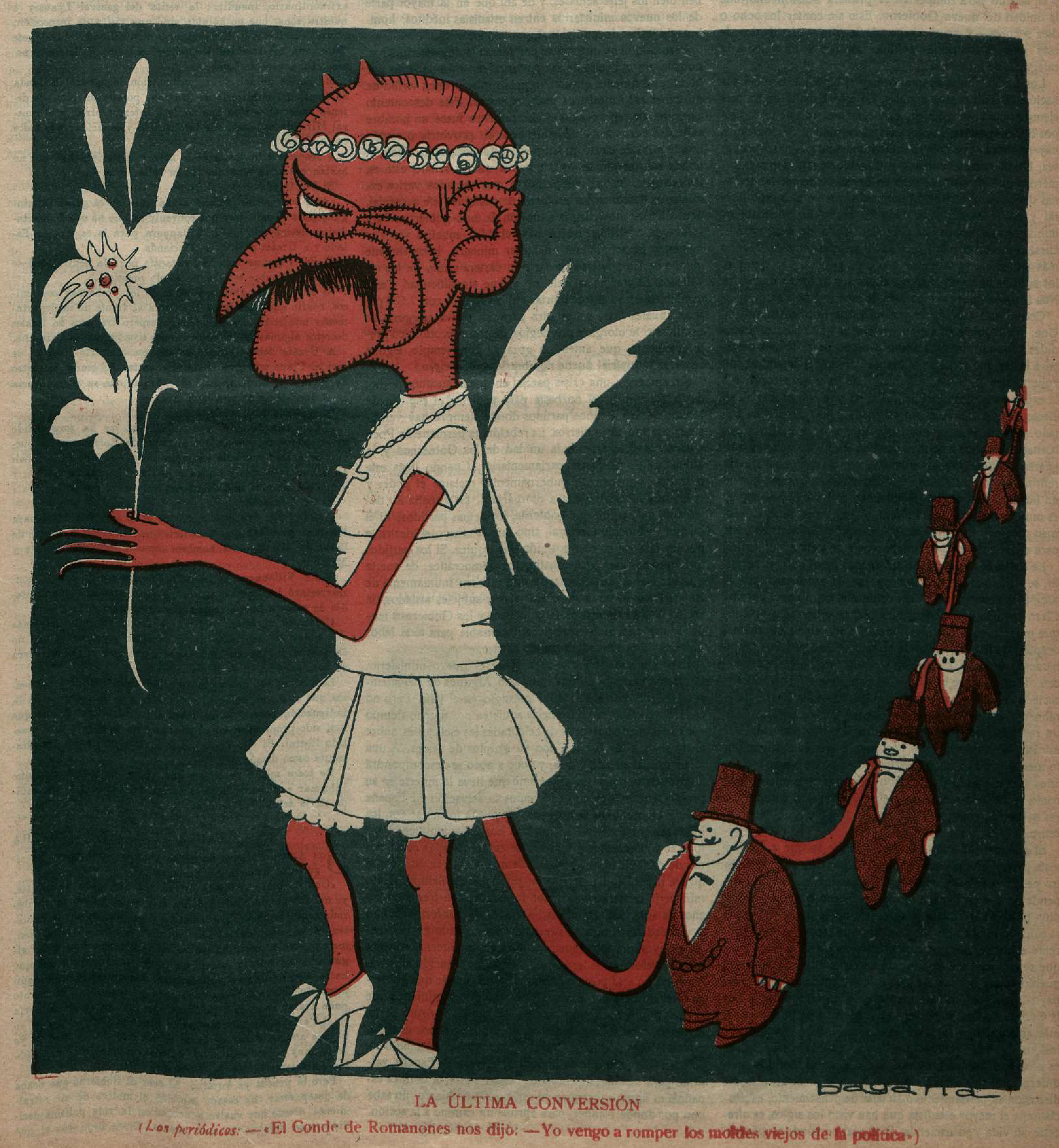
Los periódicos:—«El Conde de Romanones nos dijo: —Yo vengo a romper los moldes viejos de la política»). Caricatura de Bagaría.

Gracias a ello y al cultivo de las influencias personales, su cacicazgo se extendió por varios lustros en la provincia de Guadalajara. Romanones fue elegido diputado de forma ininterrumpida desde 1886 hasta 1923, y amplió los beneficios de este control político incontestado a sus familiares más directos: sus hermanos Rodrigo, José y Gonzalo (fundador del Banco Español de Crédito) y sus hijos Carlos y Álvaro de Figueroa Alonso Martínez. Por todo ello, la historiografía ha presentado al conde de Romanones como epítome de todas las lacras —clientelismo, corrupción, despotismo— del «execrable» sistema político de la Restauración. Una biografía reciente escrita por el
historiador Guillermo Gortázar titulada Romanones. La transición fallida a la democracia (2021) ha intentado blanquear esa valoración.
Entre los avances sociales que su gobierno aprobó, se puede citar que en 1901 incorporó los sueldos de los maestros al presupuesto estatal, y que el 3 de abril de 1919 firmó el decreto llamado "de la jornada de ocho horas".
Aunque católico, Romanones se consideraba enemigo de la intransigencia religiosa y de la influencia del clero y fue muy contestado por la Iglesia y sus altas autoridades (el obispo de Tuy, por ejemplo), sobre todo tras la promulgación de la Ley de Matrimonio Civil cuando formaba parte del Gabinete de Montero Ríos de 1905, en la que no se obligaba a los que se casaban a declarar su religión. Reanudó las relaciones con la Santa Sede, pero continuó manteniéndose partidario de la separación entre Iglesia y Estado y, aunque firmó acuerdos muy favorables con la Iglesia, era celoso partidario de que el poder religioso no influyera sobre el poder civil en modo alguno (a través de la llamada "Ley del candado" de José Canalejas de 1910).

## Obras
Romanones fue un prolífico escritor. Obras suyas fueron: 
- El régimen parlamentario ó Los gobiernos de gabinete (1886)
- Biología de los Partidos Políticos (1892)
- Las ruinas de Termes. Apuntes arqueológicos descriptivos (1910)
- Moret y su actuación en la politica exterior de España (1921)
- D. Rafael María de Labra y la política de España en América y Portugal (1922)
- Las responsabilidades políticas del Antiguo Régimen (c. 1923)
- Sagasta o El político (1930)
- Las últimas horas de una Monarquía: la República en España (1931)
- Salamanca, conquistador de riqueza, gran señor (1931)
- Espartero, el general del pueblo (1932)
- Doña María Cristina de Habsburgo y Lorena (1933)
- Los cuatro presidentes de la Primera República Española (1939)
- Amadeo de Saboya, el rey efímero (1940)
- Un drama político. Isabel II y Olózaga (1942)
- Breviario de política experimental (1944)
- Notas de una vida (1947)
- Observaciones y recuerdos (1949)

## Distinciones
Se doctoró en Derecho el 30 de junio de 1885 por la Universidad de Bolonia con la tesis Introduzione allo studio del diritto costituzionale.
Obtuvo el condado de Romanones en 1893 y fue grande de España desde 1911. 

## Reconocimientos
- Gran Cruz de la Real Orden de Carlos III (1910)[57]
- 1907: Caballero de primera clase de la Orden imperial de la Corona de Hierro.[58] (Imperio Austroahúngaro)